# Turčianske Kľačany
Turčianske Kľačany este o comună slovacă, aflată în districtul Martin din regiunea Žilina. Localitatea se află la altitudinea de 410 m deasupra n.m., se întinde pe o suprafață de 12,21 km2 și în 2017 număra 967 de locuitori. Se învecinează cu comuna Lipovec.

## Istoric
Localitatea Turčianske Kľačany este atestată documentar din 1374.

## Demografie
| An:                | 1994 | 2004   | 2014    | 2024    |
| ------------------ | ---- | ------ | ------- | ------- |
| Număr de persoane: | 809  | 842    | 933     | 1053    |
| Diferență:         |      | +4,07% | +10,80% | +12,86% |

| An:                | 2023 | 2024   |
| ------------------ | ---- | ------ |
| Număr de persoane: | 1049 | 1053   |
| Diferență:         |      | +0,38% |